# Galeno
Wenderson Rodrigues do Nascimento Galeno dit Galeno, né le 22 octobre 1997 à Barra do Corda au Brésil, est un footballeur international brésilien qui évolue au poste d'ailier gauche au Al-Ahli FC.

## Biographie

### FC Porto
Né à Barra do Corda au Brésil, Galeno est formé au Trindade AC. Le 28 juin 2016, il signe en faveur du FC Porto, mais il est dans un premier temps intégré à l'équipe B, où il joue pendant deux saisons. Il fait sa première apparition en Liga NOS le 21 octobre 2017, la veille de ses 20 ans, face au Paços de Ferreira. Il entre en jeu à la place de Moussa Marega ce jour-là, et son équipe s'impose largement sur le score de six buts à un. Il ne joue que quatre matchs toutes compétitions confondues avec le FC Porto, pour un but inscrit.

### Prêts à Portimonense puis Rio Ave
Pour la deuxième partie de la saison 2017-2018, Galeno est prêté au Portimonense SC, où il joue sept matchs.
Galeno est à nouveau prêté lors de la saison 2018-2019, cette fois au Rio Ave FC. Avec ce club, il fait forte impression, en réalisant une saison pleine avec un total de neuf buts et onze passes décisives en 36 matchs toutes compétitions confondues. Rio Ave termine septième du championnat cette saison-là.

### SC Braga
Le 6 août 2019, Galeno, qui ne s'est pas imposé au FC Porto, est recruté par le SC Braga, qui débourse environ 3,5 millions d'euros pour s'attacher ses services, et avec qui il s'engage pour cinq saisons. Il joue son premier match sous ses nouvelles couleurs le 18 août 2019, lors d'une rencontre de Liga NOS face au Sporting CP. Son équipe s'incline sur le score de deux buts à un ce jour-là. Il inscrit son premier but dès son deuxième match pour le club, le 25 août suivant face à Gil Vicente en ouvrant le score, mais les deux équipes se séparent finalement sur un match nul (1-1).
Avec Braga, il participe à la phase de groupe de la Ligue Europa lors de la saison 2019-2020. Il inscrit son premier but dans cette compétition le 3 octobre 2019, face au club slovaque du Slovan Bratislava. Il termine la compétition en tant que meilleur passeur décisif cette saison-là.
Le 30 septembre 2021, Galeno se fait remarquer dans la phase de groupe de saison 2021-2022 en réalisant un doublé contre le FC Midtjylland. Il contribue ainsi à la victoire de son équipe par trois buts à un,.

### Retour à Porto
Le 31 janvier 2022, Galeno fait son retour au FC Porto. L'ailier brésilien signe un contrat courant jusqu'en juin 2026.
Le 12 novembre 2022, Galeno se fait remarquer en réalisant son premier doublé pour le FC Porto, lors d'une rencontre de championnat face au Boavista FC. Titulaire, il participe à la victoire de son équipe par quatre buts à un.

### Al-Ahli FC
Le 31 janvier 2025, le FC Porto communique le départ de Galeno vers le club saoudien d'Al-Ahli FC contre la somme de 50 millions d'euros.

## Statistiques
| Saison                | Club                   | Championnat           | Championnat | Championnat | Championnat | Coupe nationale | Coupe nationale | Coupe nationale | Coupe de la Ligue | Coupe de la Ligue | Coupe de la Ligue | Supercoupe | Supercoupe | Supercoupe | Compétition(s) continentale(s) | Compétition(s) continentale(s) | Compétition(s) continentale(s) | Compétition(s) continentale(s) | Brésil | Brésil | Brésil | Total | Total | Total |
| Saison                | Club                   | Division              | M.          | B.          | P.d.        | M.              | B.              | P.d.            | M.                | B.                | P.d.              | M.         | B.         | P.d.       | Comp.                          | M.                             | B.                             | P.d.                           | M.     | B.     | P.d.   | M.    | B.    | P.d.  |
| 2016-2017             | FC Porto B             | Segunda Liga          | 37          | 11          | 6           | -               | -               | -               | -                 | -                 | -                 | -          | -          | -          | -                              | -                              | -                              | -                              | -      | -      | -      | 37    | 11    | 6     |
| 2017-2018             | FC Porto B             | Segunda Liga          | 17          | 5           | 9           | -               | -               | -               | -                 | -                 | -                 | -          | -          | -          | -                              | -                              | -                              | -                              | -      | -      | -      | 17    | 5     | 9     |
| Sous-total            | Sous-total             | Sous-total            | 54          | 16          | 15          | 0               | 0               | 0               | 0                 | 0                 | 0                 | 0          | 0          | 0          | -                              | 0                              | 0                              | 0                              | -      | -      | -      | 54    | 16    | 15    |
| 2017-2018             | FC Porto               | Primeira Liga         | 2           | 0           | 0           | 1               | 1               | 0               | 1                 | 0                 | 0                 | -          | -          | -          | -                              | -                              | -                              | -                              | -      | -      | -      | 4     | 1     | 0     |
| 2017-2018             | Portimonense SC (prêt) | Primeira Liga         | 7           | 0           | 1           | -               | -               | -               | -                 | -                 | -                 | -          | -          | -          | -                              | -                              | -                              | -                              | -      | -      | -      | 7     | 0     | 1     |
| 2018-2019             | Rio Ave FC (prêt)      | Primeira Liga         | 27          | 5           | 5           | 3               | 1               | 4               | 4                 | 1                 | 1                 | -          | -          | -          | C3                             | 2                              | 2                              | 1                              | -      | -      | -      | 36    | 9     | 11    |
| 2019-2020             | SC Braga               | Primeira Liga         | 27          | 6           | 4           | 1               | 0               | 0               | 4                 | 0                 | 1                 | -          | -          | -          | C3                             | 9                              | 1                              | 4                              | -      | -      | -      | 41    | 7     | 9     |
| 2020-2021             | SC Braga               | Primeira Liga         | 33          | 3           | 3           | 7               | 2               | 2               | 3                 | 0                 | 1                 | -          | -          | -          | C3                             | 7                              | 2                              | 4                              | -      | -      | -      | 50    | 7     | 10    |
| 2021-2022             | SC Braga               | Primeira Liga         | 14          | 3           | 3           | 2               | 1               | 0               | 1                 | 0                 | 0                 | 1          | 0          | 0          | C3                             | 6                              | 6                              | 0                              | -      | -      | -      | 24    | 10    | 3     |
| Sous-total            | Sous-total             | Sous-total            | 74          | 12          | 10          | 10              | 3               | 2               | 8                 | 0                 | 2                 | 1          | 0          | 0          | -                              | 22                             | 9                              | 9                              | -      | -      | -      | 115   | 24    | 23    |
| 2021-2022             | FC Porto               | Primeira Liga         | 12          | 1           | 0           | 2               | 0               | 0               | -                 | -                 | -                 | -          | -          | -          | C3                             | 4                              | 0                              | 0                              | -      | -      | -      | 18    | 1     | 0     |
| 2022-2023             | FC Porto               | Primeira Liga         | 31          | 8           | 3           | 6               | 3               | 2               | 6                 | 2                 | 0                 | 1          | 0          | 0          | C1                             | 8                              | 2                              | 1                              | -      | -      | -      | 52    | 15    | 6     |
| 2023-2024             | FC Porto               | Primeira Liga         | 31          | 9           | 7           | 7               | 2               | 2               | 2                 | 0                 | 0                 | 1          | 0          | 0          | C1                             | 7                              | 5                              | 3                              | 1      | 0      | 0      | 49    | 16    | 12    |
| 2024-2025             | FC Porto               | Primeira Liga         | 18          | 8           | 0           | 2               | 1               | 1               | 2                 | 0                 | 1                 | 1          | 2          | 0          | C3                             | 8                              | 1                              | 1                              | -      | -      | -      | 31    | 12    | 3     |
| Sous-total            | Sous-total             | Sous-total            | 92          | 26          | 10          | 17              | 6               | 5               | 10                | 2                 | 1                 | 3          | 2          | 0          | -                              | 27                             | 8                              | 5                              | 1      | 0      | 0      | 150   | 44    | 21    |
| 2024-2025             | Al-Ahli FC             | Saudi Pro League      | 11          | 3           | 2           | -               | -               | -               | -                 | -                 | -                 | -          | -          | -          | ACL                            | 7                              | 4                              | 3                              | -      | -      | -      | 18    | 7     | 5     |
| Total sur la carrière | Total sur la carrière  | Total sur la carrière | 267         | 62          | 43          | 31              | 11              | 11              | 23                | 3                 | 4                 | 4          | 2          | 0          | -                              | 58                             | 21                             | 16                             | 1      | 0      | 0      | 384   | 99    | 74    |

## Palmarès

### En club
SC Braga
- Vainqueur de la Coupe du Portugal en 2021.
- Vainqueur de la Coupe de la Ligue en 2020.

 FC Porto
- Champion du Portugal en 2018 et 2022.
  - Vice-champion du Portugal en 2023.
- Vainqueur de la Coupe du Portugal en 2022, 2023 et 2024.
- Vainqueur de la Supercoupe du Portugal en 2022 et 2024.
- Vainqueur de la Coupe de la Ligue en 2023.

 Al-Ahli FC
- Vainqueur de la Ligue des champions de l'AFC en 2025.